# Bandiera di Gibilterra
La bandiera di Gibilterra è stata ufficializzata nel 1982 e contiene gli stessi elementi dell'armoriale che la regina Isabella di Castiglia concesse alla città con ordinanza reale del 10 luglio 1502. Essa è composta da due bande orizzontali: quella superiore, bianca, con larghezza doppia rispetto a quella inferiore, rossa. Al centro della banda bianca è raffigurato un castello rosso con tre torri; appesa al cancello del castello, vi è una chiave dorata che appare al centro della banda rossa.
È usata come bandiera di comodo.

## Insegne governative

Insegna del governo (1875–1921)
Insegna del governo (1921–1939)
Insegna del governo (1939–1999)